# Joan Francés Fulcònis
Joan Francés Fulcònis   (1520 (Gregorià) - valor desconegut)Joan Francés Fulcònis fou un matemàtic originari de Niça i autor d'un tractat d'aritmètica escrit en occità.

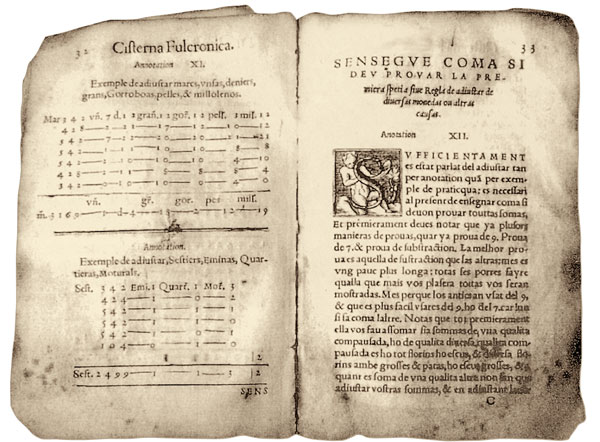
La cisterna fulcronica

Nascut a la primera meitat del segle xvi a Lieuccia, va imprimir el seu magnum opus a Lió el 1562 amb el títol de La cisterna fulcronica, que és una prova que l'occità encara era apte a fer divulgació científica al moment que la casa dels Savoia imposava una altra llengua administrativa.

## Obres
- La cisterna fulcronica. reedició bilingüe occità-francès, traduït per Roger Rocca, Niça, Lou Sourgentin, 1996.